# Ключ 157
Ключ 157 (трад. и упр. 足[⻊]) — ключ Канси со значением «стопа»; один из 20, состоящих из семи штрихов.
В словаре Канси есть 580 символов (из 49 030), которые можно найти c этим радикалом.

## История
Первоначальное значение идеогоаммы «нога» — нога человека в целом, начиная от бедра, но затем произошло разделение на два разных ключа:
- Ключ 103 «рулон ткани»
- Ключ 157 «стопа»

Современный иероглиф используется в значениях: «нога, ступня, стопа», «ножка, подставка, цоколь». В качестве глагола может иметь значения: «быть достаточным, обладать нужными качествами» и др.
Иероглиф является сильным ключевым знаком.

Техника написания
Вид в составе сложных иероглифов
Вид в малой печати Чжуаньшу

В словарях находится под номером 157.

## Примеры иероглифов
| Доп. штрихи | Иероглифы                                                                                       |
| ----------- | ----------------------------------------------------------------------------------------------- |
| 0           | 足 ⻊                                                                                           |
| 2           | 趴                                                                                              |
| 3           | 趵 趶 趷 趸                                                                                     |
| 4           | 趹 趺 趻 趼 趽 趾 趿 跀 跁 跂 跃 跄                                                             |
| 5           | 跅 跆 跇 跈 跉 跊 跋 跌 跍 跎 跏 跐 跑 跒 跓 跔 跕 跖 跗 跘 跙 跚 跛 跜 距 跞                   |
| 6           | 跟 跠 跡 跢 跣 跤 跥 跦 跧 跨 跩 跪 跫 跬 跭 跮 路 跰 跱 跲 跳 跴 践 跶 跷 跸 跹 跺 跻          |
| 7           | 跼 跽 跾 跿 踀 踁 踂 踃 踄 踅 踆 踇 踈 踉 踊 踋 踌 踍 踎                                        |
| 8           | 踏 踐 踑 踒 踓 踔 踕 踖 踗 踘 踙 踚 踛 踜 踝 踞 踟 踠 踡 踢 踣 踤 踥 踦 踧 踨 踩 踪 踬 踭 踮 踯 |
| 9           | 踫 踰 踱 踲 踳 踴 踵 踶 踷 踸 踹 踺 踻 踼 踽 踾 踿 蹀 蹁 蹂 蹃 蹄 蹅                            |
| 10          | 蹆 蹇 蹈 蹉 蹊 蹋 蹌 蹍 蹎 蹏 蹐 蹑 蹒 蹓                                                       |
| 11          | 蹔 蹕 蹖 蹗 蹘 蹙 蹚 蹛 蹜 蹝 蹞 蹟 蹠 蹡 蹢 蹤 蹥 蹦 蹧 蹮                                     |
| 12          | 蹨 蹩 蹪 蹫 蹬 蹭 蹯 蹰 蹱 蹣 蹲 蹳 蹴 蹵 蹶 蹷 蹸 蹹 蹺 蹻 蹼 蹽 蹾 蹿 躀                      |
| 13          | 躁 躂 躃 躅 躆 躇 躈 躉                                                                         |
| 14          | 躄 躊 躋 躌 躍 躎 躏                                                                            |
| 15          | 躐 躑 躒 躓 躔 躕 躖                                                                            |
| 16          | 躗 躘 躙 躚 躛 躜                                                                               |
| 17          | 躝 躞 躟 躠                                                                                     |
| 18          | 躡 躢 躣 躤 躥                                                                                  |
| 19          | 躦 躧                                                                                           |
| 20          | 躨 躩 躪                                                                                        |

- Примечание: Ваш браузер может отображать иероглифы неправильно.